# Álex Berenguer
Alejandro Berenguer Remiro (Barañáin, 4 de julio de 1995), conocido como Álex Berenguer, es un futbolista español que juega de extremo o mediapunta en el Athletic Club de la Primera División.

## Trayectoria

### Inicios en Osasuna
Álex, natural de la localidad navarra de Barañáin, llegó a la cantera del CA Osasuna a los diez años procedente del SD Lagunak. El 15 de febrero de 2014 debutó con el CA Osasuna "B", en un encuentro de Tercera División, frente al CD Izarra.
El 9 de septiembre de 2014 hizo su debut con el CA Osasuna, en un encuentro de Copa del Rey, frente al Deportivo Alavés sustituyendo a Kenan Kodro en el minuto 81. El 7 de junio de 2015 sacó los dos córneres que acabaron en gol frente al Sabadell (2-2), logrando así la permanencia en Segunda División. El 30 de agosto de 2015, marcó su primer gol en Segunda División, frente al CD Mirandés (1-0), en El Sadar. El 22 de septiembre de 2016 debutó en Primera División, frente al RCD Espanyol, como titular. El 5 de abril de 2017 marcó su primer gol en liga en un triunfo por 0 a 1, frente al Alavés en Mendizorroza, con un gran disparo desde fuera del área en el minuto 88.

### Torino FC
El 17 de julio de 2017 fichó por el Torino Football Club de la Serie A italiana, que pagó 5'5 millones de euros por su traspaso. Un mes después, el 20 de agosto, debutó en Serie A como titular frente al Bologna (1-1). El 11 de diciembre de 2017 marcó su primer gol en Serie A en un triunfo ante la S. S. Lazio (1-4).
El 28 de abril de 2019 anotó de volea frente al A. C. Milan (2-0). El 1 de septiembre marcó en un triunfo ante la Atalanta (2-3). El 9 de noviembre convirtió un doblete ante el Brescia (0-4) en apenas cinco minutos. Dos meses después, el 9 de enero de 2020, dio el pase a la siguiente ronda de la Copa de Italia al transformar el quinto penalti de la tanda frente al Genoa con un golazo  de penalti a lo Panenka.En febrero de 2023, el TAS obligó a pagar al Torino 1'5 millones a Osasuna por traspasar al extremo al Athletic Club, cláusula que fue incluida en el traspaso firmado en 2017.

### Athletic Club
El 2 de octubre de 2020 se confirmó su fichaje por el Athletic Club, con el que firmó un contrato de cuatro temporadas.El coste de traspaso fue de diez millones de euros y otro millón y medio en variables. Dos días más tarde debutó con el club rojiblanco frente al Alavés (1-0) a domicilio. El 18 de octubre, en su debut como titular en San Mamés, marcó el primer gol del encuentro en el triunfo ante el Levante (2-0). El 24 de noviembre cerró la goleada ante el Real Betis (4-0) al rematar un centro de Yuri.
El 15 de febrero de 2021 anotó dos goles en la primera media hora de encuentro en la victoria ante el Cádiz (0-4). Seis días después, marcó el tanto del empate ante el Villarreal (1-1) y se situó como máximo goleador de la plantilla con seis dianas. El 4 de marzo anotó el gol que clasificó al Athletic para la final de la Copa del Rey 2020-21, frente al Levante en el Ciutat de Valencia (1-2), con un disparo lejano que desvío Vukčević en el minuto 112 de la prórroga. Tres días después, el 7 de marzo, marcó el tanto del triunfo ante el Granada (2-1), en el minuto 91, después de un disparo potente con su pie izquierdo. En su primera campaña fue el máximo goleador liguero, con ocho tantos.
El 3 de febrero de 2022 dio el pase a las semifinales de la Copa del Rey, frente al Real Madrid (1-0) en San Mamés, con un gol en el minuto 89. Después de anotar de tacón su primer gol en Liga de la temporada ante el Mallorca (3-2), el 20 de febrero dio dos asistencias en el contundente triunfo por 4 a 0 en el derbi vasco ante la Real Sociedad. El 3 de abril marcó, con un remate acrobático, en la victoria frente al Elche CF (2-1).
El 21 de agosto de 2022 marcó el único tanto del encuentro frente al Valencia (1-0), en San Mamés, en su centenario en Primera División. Una semana después marcó el tercer tanto en la goleada, en el Estadio Nuevo Mirandilla, ante el Cádiz (0-4). El 11 de septiembre anotó su tercer tanto en Liga en una goleada por 1 a 4 ante el Elche. El 13 de noviembre adelantó al equipo vasco, en la primera ronda de Copa, ante la UD Alzira (0-2). El 20 de mayo marcó el tanto del triunfo frente al RC Celta (2-1).
El 29 de octubre de 2023 marcó el tanto del empate frente al Valencia (2-2) en el minuto 97.El 10 de noviembre anotó, de penalti, el gol de la remontada frente al RC Celta de Vigo (4-3) en el minuto 98.El 13 de enero de 2024 convirtió un doblete en el derbi vasco, en San Mamés, frente a la Real Sociedad (2-1).El 7 de febrero marcó de penalti en la ida de semifinales, en el Metropolitano, frente al Atlético de Madrid (0-1).El 19 de febrero marcó un nuevo doblete, en San Mamés, ante el Girona (3-2).El 6 de abril jugó la prórroga de la final de Copa, en el Estadio de La Cartuja, frente al RCD Mallorca (1-1) en el que anotó el penalti decisivo de la tanda.El 11 de abril fue uno de los jugadores más aclamados durante el recorrido de la Gabarra.El 15 de mayo anotó un gol olímpico, en Balaídos, frente al Celta de Vigo (2-1).El 7 de julio, con la Gabarra de fondo, anunció su renovación con el club bilbaíno por tres campañas más.
El 7 de julio de 2024 se anunció su renovación por tres temporadas.El 19 de octubre dio dos asistencias y anotó un gol en el triunfo frente al RCD Espanyol (4-1).El 4 de diciembre abrió el marcador en la victoria ante el Real Madrid (2-1).El 21 de diciembre anotó, en El Sadar, el tanto de la victoria ante Osasuna (1-2).El 19 de enero estrenó el tanteador en el triunfo ante el Celta de Vigo (1-2).El 18 de mayo marcó el único gol del partido frente al Valencia CF, en Mestalla, que certificó el cuarto puesto liguero.

## Estadísticas

### Clubes
Actualizado al último partido disputado el 21 de diciembre de 2024.
| Club                       | Div.          | Temporada     | Liga  | Liga  | Liga   | Copas nacionales | Copas nacionales | Copas nacionales | Copas internacionales | Copas internacionales | Copas internacionales | Total | Total | Total  |
| Club                       | Div.          | Temporada     | Part. | Goles | Asist. | Part.            | Goles            | Asist.           | Part.                 | Goles                 | Asist.                | Part. | Goles | Asist. |
| -------------------------- | ------------- | ------------- | ----- | ----- | ------ | ---------------- | ---------------- | ---------------- | --------------------- | --------------------- | --------------------- | ----- | ----- | ------ |
| C. A. Osasuna "B" · España | 3.ª           | 2013-14       | 3     | 1     | 0      | ―                | ―                | ―                | ―                     | ―                     | ―                     | 3     | 1     | 0      |
| C. A. Osasuna "B" · España | 3.ª           | 2014-15       | 19    | 0     | 0      | ―                | ―                | ―                | ―                     | ―                     | ―                     | 19    | 0     | 0      |
| C. A. Osasuna "B" · España | Total club    | Total club    | 22    | 1     | 0      | 0                | 0                | 0                | 0                     | 0                     | 0                     | 22    | 1     | 0      |
| C. A. Osasuna · España     | 2.ª           | 2014-15       | 13    | 0     | 0      | 1                | 0                | 0                | ―                     | ―                     | ―                     | 14    | 0     | 0      |
| C. A. Osasuna · España     | 2.ª           | 2015-16       | 39    | 3     | 0      | 0                | 0                | 0                | ―                     | ―                     | ―                     | 39    | 3     | 0      |
| C. A. Osasuna · España     | 1.ª           | 2016-17       | 29    | 1     | 6      | 2                | 1                | 0                | ―                     | ―                     | ―                     | 31    | 2     | 6      |
| C. A. Osasuna · España     | Total club    | Total club    | 81    | 4     | 6      | 3                | 1                | 0                | 0                     | 0                     | 0                     | 84    | 5     | 6      |
| Torino F. C. · Italia      | 1.ª           | 2017-18       | 22    | 1     | 3      | 3                | 1                | 1                | ―                     | ―                     | ―                     | 25    | 2     | 4      |
| Torino F. C. · Italia      | 1.ª           | 2018-19       | 31    | 2     | 3      | 3                | 0                | 1                | ―                     | ―                     | ―                     | 34    | 2     | 4      |
| Torino F. C. · Italia      | 1.ª           | 2019-20       | 29    | 6     | 2      | 2                | 0                | 1                | 5                     | 0                     | 0                     | 36    | 6     | 3      |
| Athletic Club · España     | 1.ª           | 2019-20       | 0     | 0     | 0      | 1                | 0                | 0                | ―                     | ―                     | ―                     | 1     | 0     | 0      |
| Torino F. C. · Italia      | 1.ª           | 2020-21       | 2     | 0     | 0      | 0                | 0                | 0                | ―                     | ―                     | ―                     | 2     | 0     | 0      |
| Torino F. C. · Italia      | Total club    | Total club    | 84    | 9     | 8      | 8                | 1                | 3                | 5                     | 0                     | 0                     | 97    | 10    | 11     |
| Athletic Club · España     | 1.ª           | 2020-21       | 35    | 8     | 4      | 8                | 1                | 0                | ―                     | ―                     | ―                     | 43    | 9     | 4      |
| Athletic Club · España     | 1.ª           | 2021-22       | 34    | 3     | 6      | 7                | 1                | 0                | ―                     | ―                     | ―                     | 41    | 4     | 6      |
| Athletic Club · España     | 1.ª           | 2022-23       | 37    | 4     | 1      | 6                | 3                | 0                | —                     | —                     | —                     | 43    | 7     | 1      |
| Athletic Club · España     | 1.ª           | 2023-24       | 35    | 7     | 3      | 6                | 1                | 1                | —                     | —                     | —                     | 41    | 8     | 4      |
| Athletic Club · España     | 1.ª           | 2024-25       | 36    | 6     | 7      | 3                | 0                | 0                | 14                    | 0                     | 3                     | 53    | 6     | 10     |
| Athletic Club · España     | 1.ª           | 2025-26       | 1     | 0     | 0      | 0                | 0                | 0                | 0                     | 0                     | 0                     | 1     | 0     | 0      |
| Athletic Club · España     | Total club    | Total club    | 178   | 30    | 22     | 30               | 6                | 1                | 14                    | 0                     | 3                     | 223   | 34    | 25     |
| Total carrera              | Total carrera | Total carrera | 363   | 40    | 36     | 41               | 8                | 4                | 19                    | 0                     | 3                     | 359   | 50    | 42     |

## Palmarés

### Campeonatos nacionales
| Título              | Club          | País   | Año  |
| ------------------- | ------------- | ------ | ---- |
| Supercopa de España | Athletic Club | España | 2021 |
| Copa del Rey        | Athletic Club | España | 2024 |

### Trofeos regionales
| Título                 | Equipo        | Comunidad Autónoma | Año  |
| ---------------------- | ------------- | ------------------ | ---- |
| Euskal Herriko Txapela | Athletic Club | País Vasco         | 2022 |
| Euskal Herriko Txapela | Athletic Club | País Vasco         | 2024 |